# Vox (radioprogramma)
VOX is een wekelijkse top 30 op de Vlaamse radiozender Radio 1. Het wordt gepresenteerd door Sien Wynants. Tot 25 juni 2010 werd het op zaterdag uitgezonden van 10 tot 12 maar vanaf 4 september 2010 is dit een uur vervroegd.
Elk eindejaar is er ook een grote lijst met de nummers die het dat jaar het best deden. Dit zijn de nummers 1
| Jaar | Artiest             | Titel                          |
| ---- | ------------------- | ------------------------------ |
| 2008 | dEUS                | The Architect                  |
| 2009 | Absynthe Minded     | Envoi                          |
| 2010 | Admiral Freebee     | Always on the run              |
| 2011 | Gotye ft. Kimbra    | Somebody That I Used to Know   |
| 2012 | Marco Z             | I'm a Bird                     |
| 2013 | Axelle Red          | Rouge Ardent                   |
| 2017 | Jasper Steverlinck  | That's Not How Dreams Are Made |
| 2019 | Arctic Monkeys      | Four Out of Five               |
| 2019 | Bruce Springsteen   | Hello Sunshine                 |
| 2020 | Selah Sue           | You                            |
| 2022 | Haim & Taylor Swift | Gasoline                       |
| 2022 | Lizzo               | About Damn Time                |
| 2023 | Miley Cyrus         | Flowers                        |
| 2024 | Beyoncé             | Texas Hold 'Em                 |

## NouVox
Elke week is er ook een NouVox, een recent nummer dat gepromoot wordt bij de luisteraars, waar ze de volgende week kunnen op stemmen. 